# Parakumarylalkohol
Parakumarylalkohol, též p-kumarylalkohol, je organická sloučenina, která patří mezi monolignoly, je syntetizována v metabolismu fenylpropanoidů. Jeho polymerizací vznikají lignin nebo lignany.
Estery p-kumarylalkoholu s mastnými kyselinami tvoří základ vosků přítomných na povrchu jablek.
Tato látka je meziproduktem biosyntézy chavikolu, stilbenoidů a kumarinu.
Deriváty p-kumarylalkoholu mohou sloužit jako antioxidanty.